# 8156-os mellékút (Magyarország)
A 8156-os számú mellékút egy bő 13 kilométer hosszú, négy számjegyű mellékút Komárom-Esztergom vármegye déli részén. Tatabánya és Környe egyes külterületi, illetve a településközpontoktól távolabb eső településrészeit tárja fel, és köti össze részint egymással, részint pedig az 1-es főúttal.

## Nyomvonala
Tatabánya Felsőgalla városrészének északi szélén ágazik ki az 1-es főútból, annak majdnem pontosan a 49. kilométerénél, egy lámpás csomópontban. Első méterein kelet felé indul, ugyanott ágazik ki a főútból nyugat felé a 81 607-es mellékút is. Szinte egyből délkelet, majd délnyugat felé fordul, de előtte még – alig száz méter megtétele után – kiágazik belőle északi irányban a 11 346-os számú mellékút, a Budapest–Hegyeshalom–Rajka-vasútvonal már megszűnt Felsőgalla vasútállomása felé. Mindössze 250 méter után újból eléri az 1-es főút nyomvonalát, amit felüljárón keresztez, majd arról leérkezve újból találkozik a 81 607-es, illetve a 81 608-as számú, rövidke átkötő utakkal.
Baross Gábor út néven húzódik a folytatásban, nagyjából az 1+700-as kilométerszelvényéig, nyugat-délnyugati irányban. Újtelep városrész déli szélét elérve északabbnak fordul, előbb Rózsa utca, majd Vigadó utca, utána Muskátli utca, később pedig egy hosszabb szakaszon Rehling Konrád utca néven húzódik, eleinte északnyugati, utóbb inkább már nyugati irányban. A 6+250-es kilométerszelvényénél egy kereszteződéshez ér, ahonnan délnek folytatódik; észak és nyugat felé alsóbbrendű utak ágaznak ki belőle, melyek főként a környék ipari létesítményeit szolgálják ki. 7,8 kilométer után újabb elágazáshoz ér: ott Síkvölgypuszta külterületi városrészhez lehet letérni az útról, délkeleti irányban.
A 9+350-es kilométerszelvénye táján hagyja el az út Tatabánya közigazgatási területét, ugyanott elhalad a vármegyeszékhely, valamint Környe és Vértessomló hármashatára mellett. Innen e két utóbbi település határvonalát követi, bár Vértessomló lakott részeit nem érinti; a következő szűk egy kilométeres szakaszán Környebánya településrész déli széle mellett halad el. Utolsó kilométereit külterületi határrészek között teljesíti, s a 81 128-as útba beletorkollva ér véget, majdnem pontosan annak a harmadik kilométerénél.
Teljes hossza, az országos közutak térképes nyilvántartását szolgáló kira.gov.hu adatbázisa szerint 13,076 kilométer.

## Története
A Környebánya és a vértessomlói út közti szakasza korábban a 81 129-es útszámozást viselte öt számjegyű útként, a fennmaradó szakaszok pedig önkormányzati útnak minősültek.

## Települések az út mentén
- Tatabánya
- Környe–Környebánya)
- (Vértessomló)